# Giải bóng chuyền nam vô địch châu Á 2015
Giải bóng chuyền nam Vô địch châu Á 2015 được tổ chức tại Iran từ ngày 31 tháng 7 đến ngày 8 tháng 8 năm 2015.

## Số đội tham dự
Nếu như số đội không quá 16 đội, tất cả những đội đó sẽ tham dự giải đấu.

Nếu như có nhiều hơn 16 đội, những đội tham dự sẽ là:

– Đội chủ nhà

– 10 đội có thứ hạng cao nhất tại Giải bóng chuyền nam Vô địch châu Á 2013 (trừ chủ nhà)

– 5 đội tiêu biểu được chọn từ Liên đoàn bóng chuyền châu Á
Có 17 đội đã được tham dự giải đấu.
| Trung Á                                                         | Đông Á                                               | Châu Đại Dương | Đông Nam Á | Tây Á                                         |
| --------------------------------------------------------------- | ---------------------------------------------------- | -------------- | ---------- | --------------------------------------------- |
| Iran · Ấn Độ · Kazakhstan · Pakistan · Sri Lanka · Turkmenistan | Trung Quốc · Đài Bắc Trung Hoa · Nhật Bản · Hàn Quốc | Úc             | Thái Lan   | Bahrain · Kuwait · Oman · Qatar · Ả Rập Xê Út |

## Chia bảng
Các đội được xếp vào các bảng dựa theo thứ hạng của họ trên Bảng xếp hạng bóng chuyền thế giới vào ngày 22 tháng 9 năm 2014.
| Bảng A                 | Bảng B             | Bảng C             | Bảng D          |
| ---------------------- | ------------------ | ------------------ | --------------- |
| Iran (Hosts)           | Úc (13)            | Hàn Quốc (16)      | Trung Quốc (17) |
| Kazakhstan (42)        | Ấn Độ (39)         | Thái Lan (36)      | Nhật Bản (21)   |
| Kuwait (56)            | Turkmenistan (141) | Pakistan (52)      | Sri Lanka (68)  |
| Oman (138) **          | Qatar (45)         | Ả Rập Xê Út (56) * | Bahrain (42)    |
| Đài Bắc Trung Hoa (45) |                    | Oman (138)         |                 |

* Rút lui

** Oman chuyển sang bảng C để cân bằng số đội ở các bảng

## Địa điểm thi đấu
| Preliminary round, Pool E, F and Final eight | Preliminary round, Pool G, H and Final round |
| -------------------------------------------- | -------------------------------------------- |
| Tehran, Iran                                 |                                              |
| Nhà thi đấu Azadi                            | Azadi Volleyball Hall                        |
| Capacity: 12,000                             | Capacity: 3,000                              |
|                                              | No Image                                     |

## Vòng bảng thứ nhất
- Thời gian thi đấu là Giờ mùa hè Iran (UTC+04:30).

|  | Lọt vào Bảng E |
|  | Lọt vào Bảng F |
|  | Lọt vào Bảng G |
|  | Lọt vào Bảng H |

### Bảng A
|      |                   | Trận đấu | Trận đấu | Điểm | Set | Set | Set   | Điểm | Điểm | Điểm  |
| Hạng | Đội               | T        | B        | Điểm | T   | B   | Tỉ lệ | T    | B    | Tỉ lệ |
| ---- | ----------------- | -------- | -------- | ---- | --- | --- | ----- | ---- | ---- | ----- |
| 1    | Iran              | 3        | 0        | 9    | 9   | 0   | MAX   | 227  | 163  | 1.393 |
| 2    | Đài Bắc Trung Hoa | 2        | 1        | 6    | 6   | 4   | 1.500 | 228  | 222  | 1.027 |
| 3    | Kazakhstan        | 1        | 2        | 3    | 4   | 6   | 0.667 | 229  | 231  | 0.991 |
| 4    | Kuwait            | 0        | 3        | 0    | 0   | 9   | 0.000 | 160  | 228  | 0.702 |

| Ngày       | Thời gian |                   | Điểm |                   | Set 1 | Set 2 | Set 3 | Set 4 | Set 5 | Tổng  | Nguồn  |
| ---------- | --------- | ----------------- | ---- | ----------------- | ----- | ----- | ----- | ----- | ----- | ----- | ------ |
| 31 tháng 7 | 13:00     | Đài Bắc Trung Hoa | 3–1  | Kazakhstan        | 25–22 | 24–26 | 25–21 | 25–21 |       | 99–90 | Report |
| 31 tháng 7 | 19:00     | Kuwait            | 0–3  | Iran              | 13–25 | 22–25 | 13–25 |       |       | 48–75 | Report |
| 01 tháng 8 | 15:00     | Đài Bắc Trung Hoa | 3–0  | Kuwait            | 28–26 | 25–17 | 25–14 |       |       | 78–57 | Report |
| 01 tháng 8 | 19:00     | Kazakhstan        | 0–3  | Iran              | 23–25 | 16–25 | 25–27 |       |       | 64–77 | Report |
| 02 tháng 8 | 17:00     | Kazakhstan        | 3–0  | Kuwait            | 25–17 | 25–20 | 25–18 |       |       | 75–55 | Report |
| 02 tháng 8 | 19:00     | Iran              | 3–0  | Đài Bắc Trung Hoa | 25–16 | 25–16 | 25–19 |       |       | 75–51 | Report |

### Bảng B
|      |              | Trận đấu | Trận đấu | Điểm | Set | Set | Set   | Điểm | Điểm | Điểm  |
| Hạng | Đội          | T        | B        | Điểm | T   | B   | Tỉ lệ | T    | B    | Tỉ lệ |
| ---- | ------------ | -------- | -------- | ---- | --- | --- | ----- | ---- | ---- | ----- |
| 1    | Qatar        | 3        | 0        | 9    | 9   | 2   | 4.500 | 279  | 228  | 1.224 |
| 2    | Úc           | 2        | 1        | 6    | 7   | 3   | 2.333 | 244  | 211  | 1.156 |
| 3    | Ấn Độ        | 1        | 2        | 3    | 3   | 6   | 0.500 | 190  | 217  | 0.876 |
| 4    | Turkmenistan | 0        | 3        | 0    | 1   | 9   | 0.111 | 196  | 253  | 0.775 |

| Ngày       | Thời gian |              | Điểm |              | Set 1 | Set 2 | Set 3 | Set 4 | Set 5 | Tổng   | Nguồn  |
| ---------- | --------- | ------------ | ---- | ------------ | ----- | ----- | ----- | ----- | ----- | ------ | ------ |
| 31 tháng 7 | 15:00     | Ấn Độ        | 3–0  | Turkmenistan | 27–25 | 25–21 | 25–21 |       |       | 77–67  | Report |
| 31 tháng 7 | 17:00     | Qatar        | 3–1  | Úc           | 25–22 | 28–30 | 25–22 | 25–20 |       | 103–94 | Report |
| 01 tháng 8 | 13:00     | Turkmenistan | 0–3  | Úc           | 11–25 | 21–25 | 22–25 |       |       | 54–75  | Report |
| 01 tháng 8 | 17:00     | Ấn Độ        | 0–3  | Qatar        | 18–25 | 19–25 | 22–25 |       |       | 59–75  | Report |
| 02 tháng 8 | 13:00     | Turkmenistan | 1–3  | Qatar        | 14–25 | 28–26 | 13–25 | 20–25 |       | 75–101 | Report |
| 02 tháng 8 | 15:00     | Úc           | 3–0  | Ấn Độ        | 25–19 | 25–19 | 25–16 |       |       | 75–54  | Report |

### Bảng C
|      |          | Trận đấu | Trận đấu | Điểm | Set | Set | Set   | Điểm | Điểm | Điểm  |
| Hạng | Đội      | T        | B        | Điểm | T   | B   | Tỉ lệ | T    | B    | Tỉ lệ |
| ---- | -------- | -------- | -------- | ---- | --- | --- | ----- | ---- | ---- | ----- |
| 1    | Hàn Quốc | 3        | 0        | 8    | 9   | 2   | 4.500 | 265  | 220  | 1.205 |
| 2    | Thái Lan | 2        | 1        | 5    | 8   | 7   | 1.143 | 328  | 308  | 1.065 |
| 3    | Pakistan | 1        | 2        | 4    | 5   | 6   | 0.833 | 229  | 246  | 0.931 |
| 4    | Oman     | 0        | 3        | 1    | 2   | 9   | 0.222 | 219  | 267  | 0.820 |

| Ngày       | Thời gian |          | Điểm |          | Set 1 | Set 2 | Set 3 | Set 4 | Set 5 | Tổng    | Nguồn  |
| ---------- | --------- | -------- | ---- | -------- | ----- | ----- | ----- | ----- | ----- | ------- | ------ |
| 31 tháng 7 | 13:00     | Oman     | 0–3  | Hàn Quốc | 19–25 | 17–25 | 27–29 |       |       | 63–79   | Report |
| 31 tháng 7 | 15:00     | Pakistan | 2–3  | Thái Lan | 25–23 | 25–20 | 23–25 | 18–25 | 13–15 | 104–108 | Report |
| 01 tháng 8 | 13:00     | Oman     | 0–3  | Pakistan | 23–25 | 21–25 | 19–25 |       |       | 63–75   | Report |
| 01 tháng 8 | 15:00     | Hàn Quốc | 3–2  | Thái Lan | 26–24 | 21–25 | 24–26 | 25–21 | 15–11 | 111–107 | Report |
| 02 tháng 8 | 13:00     | Hàn Quốc | 3–0  | Pakistan | 25–21 | 25–12 | 25–17 |       |       | 75–50   | Report |
| 02 tháng 8 | 15:00     | Thái Lan | 3–2  | Oman     | 25–27 | 25–20 | 23–25 | 25–11 | 15–10 | 113–93  | Report |

### Bảng D
|      |            | Trận đấu | Trận đấu | Điểm | Set | Set | Set   | Điểm | Điểm | Điểm  |
| Hạng | Đội        | T        | B        | Điểm | T   | B   | Tỉ lệ | T    | B    | Tỉ lệ |
| ---- | ---------- | -------- | -------- | ---- | --- | --- | ----- | ---- | ---- | ----- |
| 1    | Trung Quốc | 3        | 0        | 9    | 9   | 1   | 9.000 | 248  | 199  | 1.246 |
| 2    | Nhật Bản   | 2        | 1        | 6    | 7   | 4   | 1.750 | 256  | 234  | 1.094 |
| 3    | Bahrain    | 1        | 2        | 3    | 3   | 6   | 0.500 | 196  | 210  | 0.933 |
| 4    | Sri Lanka  | 0        | 3        | 0    | 1   | 9   | 0.111 | 189  | 246  | 0.768 |

| Ngày       | Thời gian |            | Điểm |            | Set 1 | Set 2 | Set 3 | Set 4 | Set 5 | Tổng  | Nguồn  |
| ---------- | --------- | ---------- | ---- | ---------- | ----- | ----- | ----- | ----- | ----- | ----- | ------ |
| 31 tháng 7 | 17:00     | Trung Quốc | 3–0  | Sri Lanka  | 25–11 | 25–22 | 25–20 |       |       | 75–53 | Report |
| 31 tháng 7 | 19:00     | Nhật Bản   | 3–0  | Bahrain    | 26–24 | 25–12 | 25–23 |       |       | 76–59 | Report |
| 01 tháng 7 | 17:00     | Trung Quốc | 3–1  | Nhật Bản   | 25–20 | 25–17 | 23–25 | 25–22 |       | 98–84 | Report |
| 01 tháng 7 | 19:00     | Sri Lanka  | 0–3  | Bahrain    | 21–25 | 22–25 | 16–25 |       |       | 59–75 | Report |
| 02 tháng 7 | 17:00     | Bahrain    | 0–3  | Trung Quốc | 18–25 | 23–25 | 21–25 |       |       | 62–75 | Report |
| 02 tháng 7 | 19:00     | Sri Lanka  | 1–3  | Nhật Bản   | 16–25 | 25–21 | 16–25 | 20–25 |       | 77–96 | Report |

## Vòng bảng thứ hai
- Thời gian thi đấu là Giờ mùa hè Iran (UTC+04:30).
- Kết quả và điểm số của những trận đấu giữa những đội đã gặp nhau tại vòng bảng thứ nhất sẽ được tính tại vòng bảng thứ hai.

|  | Lọt vào Tứ kết           |
|  | Lọt vào Tranh hạng 9-12  |
|  | Lọt vào Tranh hạng 13-16 |

### Bảng E
|      |                   | Trận đấu | Trận đấu | Điểm | Set | Set | Set   | Điểm | Điểm | Điểm  |
| Hạng | Đội               | T        | B        | Điểm | T   | B   | Tỉ lệ | T    | B    | Tỉ lệ |
| ---- | ----------------- | -------- | -------- | ---- | --- | --- | ----- | ---- | ---- | ----- |
| 1    | Hàn Quốc          | 3        | 0        | 8    | 9   | 3   | 3.000 | 281  | 253  | 1.111 |
| 2    | Iran              | 2        | 1        | 6    | 7   | 3   | 2.333 | 244  | 197  | 1.239 |
| 3    | Đài Bắc Trung Hoa | 1        | 2        | 3    | 3   | 6   | 0.500 | 178  | 214  | 0.832 |
| 4    | Thái Lan          | 0        | 3        | 1    | 2   | 9   | 0.222 | 222  | 261  | 0.851 |

| Ngày       | Thời gian |                   | Điểm |                   | Set 1 | Set 2 | Set 3 | Set 4 | Set 5 | Tổng  | Nguồn  |
| ---------- | --------- | ----------------- | ---- | ----------------- | ----- | ----- | ----- | ----- | ----- | ----- | ------ |
| 03 tháng 8 | 13:00     | Hàn Quốc          | 3–0  | Đài Bắc Trung Hoa | 25–15 | 25–20 | 25–17 |       |       | 75–52 | Report |
| 03 tháng 8 | 19:00     | Iran              | 3–0  | Thái Lan          | 25–20 | 25–11 | 25–20 |       |       | 75–51 | Report |
| 04 tháng 8 | 13:00     | Đài Bắc Trung Hoa | 3–0  | Thái Lan          | 25–22 | 25–20 | 25–22 |       |       | 75–64 | Report |
| 04 tháng 8 | 19:00     | Iran              | 1–3  | Hàn Quốc          | 25–17 | 26–28 | 20–25 | 23–25 |       | 94–95 | Report |

### Bảng F
|      |            | Trận đấu | Trận đấu | Điểm | Set | Set | Set   | Điểm | Điểm | Điểm  |
| Hạng | Đội        | T        | B        | Điểm | T   | B   | Tỉ lệ | T    | B    | Tỉ lệ |
| ---- | ---------- | -------- | -------- | ---- | --- | --- | ----- | ---- | ---- | ----- |
| 1    | Trung Quốc | 3        | 0        | 8    | 9   | 3   | 3.000 | 273  | 247  | 1.105 |
| 2    | Qatar      | 2        | 1        | 6    | 8   | 6   | 1.333 | 299  | 300  | 0.997 |
| 3    | Úc         | 1        | 2        | 3    | 4   | 7   | 0.571 | 260  | 269  | 0.967 |
| 4    | Nhật Bản   | 0        | 3        | 1    | 4   | 9   | 0.444 | 281  | 297  | 0.946 |

| Ngày       | Thời gian |            | Điểm |            | Set 1 | Set 2 | Set 3 | Set 4 | Set 5 | Tổng    | Nguồn  |
| ---------- | --------- | ---------- | ---- | ---------- | ----- | ----- | ----- | ----- | ----- | ------- | ------ |
| 03 tháng 8 | 15:00     | Qatar      | 3–2  | Nhật Bản   | 25–19 | 25–23 | 15–25 | 19–25 | 17–15 | 101–107 | Report |
| 03 tháng 8 | 17:00     | Trung Quốc | 3–0  | Úc         | 25–23 | 25–21 | 26–24 |       |       | 76–68   | Report |
| 04 tháng 8 | 15:00     | Úc         | 3–1  | Nhật Bản   | 23–25 | 25–21 | 25–23 | 25–21 |       | 98–90   | Report |
| 04 tháng 8 | 17:00     | Qatar      | 2–3  | Trung Quốc | 25–17 | 16–25 | 25–17 | 19–25 | 10–15 | 95–99   | Report |

### Bảng G
|      |            | Trận đấu | Trận đấu | Điểm | Set | Set | Set   | Điểm | Điểm | Điểm  |
| Hạng | Đội        | T        | B        | Điểm | T   | B   | Tỉ lệ | T    | B    | Tỉ lệ |
| ---- | ---------- | -------- | -------- | ---- | --- | --- | ----- | ---- | ---- | ----- |
| 1    | Kazakhstan | 3        | 0        | 8    | 9   | 3   | 3.000 | 274  | 241  | 1.137 |
| 2    | Pakistan   | 2        | 1        | 6    | 8   | 5   | 1.600 | 281  | 269  | 1.045 |
| 3    | Kuwait     | 1        | 2        | 4    | 5   | 7   | 0.714 | 255  | 273  | 0.934 |
| 4    | Oman       | 0        | 3        | 0    | 2   | 9   | 0.222 | 241  | 268  | 0.899 |

| Ngày       | Thời gian |            | Điểm |          | Set 1 | Set 2 | Set 3 | Set 4 | Set 5 | Tổng    | Nguồn  |
| ---------- | --------- | ---------- | ---- | -------- | ----- | ----- | ----- | ----- | ----- | ------- | ------ |
| 03 tháng 8 | 13:00     | Kazakhstan | 3–1  | Oman     | 25–22 | 25–23 | 20–25 | 25–17 |       | 95–87   | Report |
| 03 tháng 8 | 15:00     | Pakistan   | 3–2  | Kuwait   | 25–19 | 25–23 | 21–25 | 21–25 | 15–10 | 107–102 | Report |
| 04 tháng 8 | 13:00     | Kuwait     | 3–1  | Oman     | 25–22 | 23–25 | 25–21 | 25–23 |       | 98–91   | Report |
| 04 tháng 8 | 15:00     | Kazakhstan | 3–2  | Pakistan | 21–25 | 25–20 | 18–25 | 25–17 | 15–12 | 104–99  | Report |

### Bảng H
|      |              | Trận đấu | Trận đấu | Điểm | Set | Set | Set   | Điểm | Điểm | Điểm  |
| Hạng | Đội          | T        | B        | Điểm | T   | B   | Tỉ lệ | T    | B    | Tỉ lệ |
| ---- | ------------ | -------- | -------- | ---- | --- | --- | ----- | ---- | ---- | ----- |
| 1    | Bahrain      | 3        | 0        | 8    | 9   | 2   | 4.500 | 249  | 227  | 1.097 |
| 2    | Ấn Độ        | 2        | 1        | 7    | 8   | 3   | 2.667 | 254  | 221  | 1.149 |
| 3    | Sri Lanka    | 1        | 2        | 3    | 3   | 7   | 0.429 | 217  | 236  | 0.919 |
| 4    | Turkmenistan | 0        | 3        | 0    | 1   | 9   | 0.111 | 219  | 255  | 0.859 |

| Ngày       | Thời gian |              | Điểm |              | Set 1 | Set 2 | Set 3 | Set 4 | Set 5 | Tổng   | Nguồn  |
| ---------- | --------- | ------------ | ---- | ------------ | ----- | ----- | ----- | ----- | ----- | ------ | ------ |
| 03 tháng 8 | 17:00     | Ấn Độ        | 3–0  | Sri Lanka    | 25–17 | 25–22 | 25–20 |       |       | 75–59  | Report |
| 03 tháng 8 | 19:00     | Bahrain      | 3–0  | Turkmenistan | 29–27 | 25–17 | 25–22 |       |       | 79–66  | Report |
| 04 tháng 8 | 17:00     | Turkmenistan | 1–3  | Sri Lanka    | 19–25 | 18–25 | 26–24 | 23–25 |       | 86–99  | Report |
| 04 tháng 8 | 19:00     | Ấn Độ        | 2–3  | Bahrain      | 16–25 | 25–15 | 25–14 | 22–25 | 14–16 | 102–95 | Report |

## Vòng cuối cùng
- Thời gian thi đấu là Giờ mùa hè Iran (UTC+04:30).

### Tranh hạng 13-16
|  | Tranh hạng 13-16 | Tranh hạng 13-16 |               |   | Tranh hạng 13 | Tranh hạng 13 |
|  |                  |                  |               |   |               |               |
|  | 6 tháng 8        |                  |               |   |               |               |
|  |                  |                  |               |   |               |               |
|  | Kuwait           | 3                |               |   |               |               |
|  | Kuwait           | 3                | 7 tháng 8     |   |               |               |
|  | Turkmenistan     | 1                |               |   |               |               |
|  | Turkmenistan     | 1                | Kuwait        | 0 |               |               |
|  | 6 tháng 8        |                  | Kuwait        | 0 |               |               |
|  |                  | Sri Lanka        | 3             |   |               |               |
|  | Sri Lanka        | Sri Lanka        | 3             | 3 |               |               |
|  | Sri Lanka        |                  |               | 3 |               |               |
|  | Oman             | 1                |               |   |               |               |
|  | Oman             | 1                | Tranh hạng 15 |   |               |               |
|  |                  |                  |               |   |               |               |
|  | 7 tháng 8        |                  |               |   |               |               |
|  |                  |                  |               |   |               |               |
|  | Turkmenistan     | 2                |               |   |               |               |
|  | Turkmenistan     | 2                |               |   |               |               |
|  | Oman             | 3                |               |   |               |               |

#### Tranh hạng 13-16
| Ngày       | Thời gian |           | Điểm |              | Set 1 | Set 2 | Set 3 | Set 4 | Set 5 | Tổng   | Nguồn  |
| ---------- | --------- | --------- | ---- | ------------ | ----- | ----- | ----- | ----- | ----- | ------ | ------ |
| 06 tháng 8 | 13:00     | Kuwait    | 3–1  | Turkmenistan | 23–25 | 25–20 | 25–19 | 27–25 |       | 100–89 | Report |
| 06 tháng 8 | 15:00     | Sri Lanka | 3–1  | Oman         | 25–22 | 25–19 | 21–25 | 25–14 |       | 96–80  | Report |

#### Tranh hạng 15
| Ngày       | Thời gian |              | Điểm |      | Set 1 | Set 2 | Set 3 | Set 4 | Set 5 | Tổng    | Nguồn  |
| ---------- | --------- | ------------ | ---- | ---- | ----- | ----- | ----- | ----- | ----- | ------- | ------ |
| 07 tháng 8 | 13:00     | Turkmenistan | 2–3  | Oman | 25–22 | 26–24 | 19–25 | 28–30 | 10–15 | 108–116 | Report |

#### Tranh hạng 13
| Ngày       | Thời gian |        | Điểm |           | Set 1 | Set 2 | Set 3 | Set 4 | Set 5 | Tổng  | Nguồn  |
| ---------- | --------- | ------ | ---- | --------- | ----- | ----- | ----- | ----- | ----- | ----- | ------ |
| 07 tháng 8 | 15:00     | Kuwait | 0–3  | Sri Lanka | 26–28 | 17–25 | 14–25 |       |       | 57–78 | Report |

### Tranh hạng 9-12
|  | Tranh hạng 9-12 | Tranh hạng 9-12 |               |   | Tranh hạng 9 | Tranh hạng 9 |
|  |                 |                 |               |   |              |              |
|  | 6 tháng 8       |                 |               |   |              |              |
|  |                 |                 |               |   |              |              |
|  | Kazakhstan      | 3               |               |   |              |              |
|  | Kazakhstan      | 3               | 7 tháng 8     |   |              |              |
|  | Ấn Độ           | 1               |               |   |              |              |
|  | Ấn Độ           | 1               | Kazakhstan    | 3 |              |              |
|  | 6 tháng 8       |                 | Kazakhstan    | 3 |              |              |
|  |                 | Pakistan        | 0             |   |              |              |
|  | Bahrain         | Pakistan        | 0             | 2 |              |              |
|  | Bahrain         |                 |               | 2 |              |              |
|  | Pakistan        | 3               |               |   |              |              |
|  | Pakistan        | 3               | Tranh hạng 11 |   |              |              |
|  |                 |                 |               |   |              |              |
|  | 7 tháng 8       |                 |               |   |              |              |
|  |                 |                 |               |   |              |              |
|  | Ấn Độ           | 3               |               |   |              |              |
|  | Ấn Độ           | 3               |               |   |              |              |
|  | Bahrain         | 2               |               |   |              |              |

#### Tranh hạng 9-12
| Ngày       | Thời gian |            | Điểm |          | Set 1 | Set 2 | Set 3 | Set 4 | Set 5 | Tổng    | Nguồn  |
| ---------- | --------- | ---------- | ---- | -------- | ----- | ----- | ----- | ----- | ----- | ------- | ------ |
| 06 tháng 8 | 17:00     | Kazakhstan | 3–1  | Ấn Độ    | 25–15 | 26–24 | 30–32 | 25–21 |       | 106–92  | Report |
| 06 tháng 8 | 19:00     | Bahrain    | 2–3  | Pakistan | 25–21 | 20–25 | 25–27 | 25–15 | 9–15  | 104–103 | Report |

#### Tranh hạng 11
| Ngày       | Thời gian |       | Điểm |         | Set 1 | Set 2 | Set 3 | Set 4 | Set 5 | Tổng   | Nguồn  |
| ---------- | --------- | ----- | ---- | ------- | ----- | ----- | ----- | ----- | ----- | ------ | ------ |
| 07 tháng 8 | 17:00     | Ấn Độ | 3–2  | Bahrain | 18–25 | 25–23 | 25–13 | 18–25 | 15–13 | 101–99 | Report |

#### Tranh hạng 9
| Ngày       | Thời gian |            | Điểm |          | Set 1 | Set 2 | Set 3 | Set 4 | Set 5 | Tổng  | Nguồn  |
| ---------- | --------- | ---------- | ---- | -------- | ----- | ----- | ----- | ----- | ----- | ----- | ------ |
| 07 tháng 8 | 19:00     | Kazakhstan | 3–0  | Pakistan | 25–22 | 25–19 | 25–22 |       |       | 75–63 | Report |

### Vòng dành cho 8 đội mạnh nhất
|  | Tứ kết            | Tứ kết    |            |   | Bán kết      | Bán kết      |  |  | Chung kết | Chung kết |
|  |                   |           |            |   |              |              |  |  |           |           |
|  | 6 tháng 8         |           |            |   |              |              |  |  |           |           |
|  |                   |           |            |   |              |              |  |  |           |           |
|  | Trung Quốc        | 3         |            |   |              |              |  |  |           |           |
|  | Trung Quốc        | 3         | 7 tháng 8  |   |              |              |  |  |           |           |
|  | Thái Lan          | 0         |            |   |              |              |  |  |           |           |
|  | Thái Lan          | 0         | Trung Quốc | 2 |              |              |  |  |           |           |
|  | 6 tháng 8         |           | Trung Quốc | 2 |              |              |  |  |           |           |
|  |                   | Iran      | 3          |   |              |              |  |  |           |           |
|  | Iran              | Iran      | 3          | 3 |              |              |  |  |           |           |
|  | Iran              |           | 8 tháng 8  | 3 |              |              |  |  |           |           |
|  | Úc                | 1         |            |   |              |              |  |  |           |           |
|  | Úc                | 1         | Iran       | 1 |              |              |  |  |           |           |
|  | 6 tháng 8         |           | Iran       | 1 |              |              |  |  |           |           |
|  |                   | Nhật Bản  | 3          |   |              |              |  |  |           |           |
|  | Hàn Quốc          | Nhật Bản  | 3          | 2 |              |              |  |  |           |           |
|  | Hàn Quốc          | 7 tháng 8 |            | 2 |              |              |  |  |           |           |
|  | Nhật Bản          | 3         |            |   |              |              |  |  |           |           |
|  | Nhật Bản          | 3         | Nhật Bản   | 3 |              |              |  |  |           |           |
|  | 6 tháng 8         |           | Nhật Bản   | 3 |              |              |  |  |           |           |
|  |                   | Qatar     | 1          |   | Tranh hạng 3 | Tranh hạng 3 |  |  |           |           |
|  | Qatar             | Qatar     | 1          | 3 | Tranh hạng 3 | Tranh hạng 3 |  |  |           |           |
|  | Qatar             |           | 8 tháng 8  | 3 |              |              |  |  |           |           |
|  | Đài Bắc Trung Hoa | 1         |            |   |              |              |  |  |           |           |
|  | Đài Bắc Trung Hoa | 1         | Trung Quốc | 3 |              |              |  |  |           |           |
|  |                   |           |            |   |              |              |  |  |           |           |
|  | Qatar             | 2         |            |   |              |              |  |  |           |           |
|  | Qatar             | 2         |            |   |              |              |  |  |           |           |

|  | Tranh hạng 5-8    | Tranh hạng 5-8    |              |   | Tranh hạng 5 | Tranh hạng 5 |
|  |                   |                   |              |   |              |              |
|  | 7 tháng 8         |                   |              |   |              |              |
|  |                   |                   |              |   |              |              |
|  | Thái Lan          | 0                 |              |   |              |              |
|  | Thái Lan          | 0                 | 8 tháng 8    |   |              |              |
|  | Úc                | 3                 |              |   |              |              |
|  | Úc                | 3                 | Úc           | 3 |              |              |
|  | 7 tháng 8         |                   | Úc           | 3 |              |              |
|  |                   | Đài Bắc Trung Hoa | 1            |   |              |              |
|  | Hàn Quốc          | Đài Bắc Trung Hoa | 1            | 1 |              |              |
|  | Hàn Quốc          |                   |              | 1 |              |              |
|  | Đài Bắc Trung Hoa | 3                 |              |   |              |              |
|  | Đài Bắc Trung Hoa | 3                 | Tranh hạng 7 |   |              |              |
|  |                   |                   |              |   |              |              |
|  | 8 tháng 8         |                   |              |   |              |              |
|  |                   |                   |              |   |              |              |
|  | Thái Lan          | 0                 |              |   |              |              |
|  | Thái Lan          | 0                 |              |   |              |              |
|  | Hàn Quốc          | 3                 |              |   |              |              |

#### Tứ kết
| Ngày       | Thời gian |            | Điểm |                   | Set 1 | Set 2 | Set 3 | Set 4 | Set 5 | Tổng    | Nguồn  |
| ---------- | --------- | ---------- | ---- | ----------------- | ----- | ----- | ----- | ----- | ----- | ------- | ------ |
| 06 tháng 8 | 13:00     | Hàn Quốc   | 2–3  | Nhật Bản          | 23–25 | 16–25 | 25–20 | 25–15 | 13–15 | 102–100 | Report |
| 06 tháng 8 | 15:00     | Trung Quốc | 3–0  | Thái Lan          | 25–20 | 27–25 | 30–28 |       |       | 82–73   | Report |
| 06 tháng 8 | 17:00     | Qatar      | 3–1  | Đài Bắc Trung Hoa | 25–20 | 25–19 | 17–25 | 25–22 |       | 92–86   | Report |
| 06 tháng 8 | 19:00     | Iran       | 3–1  | Úc                | 25–20 | 14–25 | 25–18 | 25–20 |       | 89–83   | Report |

#### Tranh hạng 5-8
| Ngày       | Thời gian |          | Điểm |                   | Set 1 | Set 2 | Set 3 | Set 4 | Set 5 | Tổng  | Nguồn  |
| ---------- | --------- | -------- | ---- | ----------------- | ----- | ----- | ----- | ----- | ----- | ----- | ------ |
| 07 tháng 8 | 13:00     | Thái Lan | 0–3  | Úc                | 14–25 | 22–25 | 16–25 |       |       | 52–75 | Report |
| 07 tháng 8 | 15:00     | Hàn Quốc | 1–3  | Đài Bắc Trung Hoa | 25–21 | 15–25 | 19–25 | 16–25 |       | 75–96 | Report |

#### Bán kết
| Ngày       | Thời gian |            | Điểm |       | Set 1 | Set 2 | Set 3 | Set 4 | Set 5 | Tổng   | Nguồn  |
| ---------- | --------- | ---------- | ---- | ----- | ----- | ----- | ----- | ----- | ----- | ------ | ------ |
| 07 tháng 8 | 17:00     | Nhật Bản   | 3–1  | Qatar | 22–25 | 25–23 | 25–17 | 25–23 |       | 97–88  | Report |
| 07 tháng 8 | 19:00     | Trung Quốc | 2–3  | Iran  | 25–21 | 25–20 | 9–25  | 19–25 | 14–16 | 92–107 | Report |

#### Tranh hạng 7
| Ngày       | Thời gian |          | Điểm |          | Set 1 | Set 2 | Set 3 | Set 4 | Set 5 | Tổng  | Nguồn  |
| ---------- | --------- | -------- | ---- | -------- | ----- | ----- | ----- | ----- | ----- | ----- | ------ |
| 08 tháng 8 | 13:00     | Thái Lan | 0–3  | Hàn Quốc | 22–25 | 18–25 | 22–25 |       |       | 62–75 | Report |

#### Tranh hạng 5
| Ngày       | Thời gian |    | Điểm |                   | Set 1 | Set 2 | Set 3 | Set 4 | Set 5 | Tổng   | Nguồn  |
| ---------- | --------- | -- | ---- | ----------------- | ----- | ----- | ----- | ----- | ----- | ------ | ------ |
| 08 tháng 8 | 15:00     | Úc | 3–1  | Đài Bắc Trung Hoa | 32–30 | 25–15 | 21–25 | 25–22 |       | 103–92 | Report |

#### Tranh hạng 3
| Ngày       | Thời gian |            | Điểm |       | Set 1 | Set 2 | Set 3 | Set 4 | Set 5 | Tổng    | Nguồn  |
| ---------- | --------- | ---------- | ---- | ----- | ----- | ----- | ----- | ----- | ----- | ------- | ------ |
| 08 tháng 8 | 15:00     | Trung Quốc | 3–2  | Qatar | 25–23 | 25–19 | 21–25 | 24–26 | 15–9  | 110–102 | Report |

#### Chung kết
| Ngày       | Thời gian |      | Điểm |          | Set 1 | Set 2 | Set 3 | Set 4 | Set 5 | Tổng  | Nguồn  |
| ---------- | --------- | ---- | ---- | -------- | ----- | ----- | ----- | ----- | ----- | ----- | ------ |
| 08 tháng 8 | 17:30     | Iran | 1–3  | Nhật Bản | 17–25 | 22–25 | 25–18 | 22–25 |       | 86–93 | Report |

## Xếp hạng chung cuộc
| Xếph hạng | Đội               |
| --------- | ----------------- |
| 1         | Nhật Bản          |
| 2         | Iran              |
| 3         | Trung Quốc        |
| 4         | Qatar             |
| 5         | Úc                |
| 6         | Đài Bắc Trung Hoa |
| 7         | Hàn Quốc          |
| 8         | Thái Lan          |
| 9         | Kazakhstan        |
| 10        | Pakistan          |
| 11        | Ấn Độ             |
| 12        | Bahrain           |
| 13        | Sri Lanka         |
| 14        | Kuwait            |
| 15        | Oman              |
| 16        | Turkmenistan      |

| 2015 Asian Men's Champions |
| -------------------------- |
| · Nhật Bản · Lần 8         |

| Đội hình 12–tuyển thủ nam |
| Kunihiro Shimizu , Daisuke Sakai, Yuta Matsuoka, Yoshifumi Suzuki, Akihiro Fukatsu, Masashi Kuriyama, Akihiro Yamauchi, Hideomi Fukatsu, Masahiro Yanagida, Takashi Dekita, Yuta Yoneyama, Hiroaki Asano |
| Huấn luyện viên trưởng |
| Nambu |

## Danh hiệu cá nhân
| - Vận động viên toàn diện Kunihiro Shimizu - Chuyền hai xuất sắc nhất Hideomi Fukatsu - Chủ công xuất sắc nhất Pouria Fayazi Hamzeh Zarini | - Phụ công xuất sắc nhất Zhang Zhejia Mostafa Sharifat - Đối chuyền xuất sắc nhất Farhad Piroutpour - Libero xuất sắc nhất Daisuke Sakai |